# Panakh Hüseynov
Panah Chodar oghlu Hüseynov (en azerí, Pənah Çodar oğlu Hüseyn), Garagashly (Raión de Sabirabad), 28 de octubre de 1957), también conocido como Panah Huseynli fue el Primer Secretario de Estado y el Quinto Primer Ministro de Azerbaiyán.

## Biografía
Hüseynov nació en Qaraqaşlı , pueblo del Raión de Sabirabad. Se graduó en Historia en la Universidad Estatal de Bakú. Entre 1980 y 1983, trabajó como profesor en un instituto del distrito de Sabirabad y fue investigador científico en Museo Histórico. En 1997–2000, Huseynov trabajó en el Instituto de Derecho y Filosofía de la Academia Nacional de Ciencias de Azerbaiyán.
En política, Huseynov fue uno de los cofundadores del Partido del Frente Popular de Azerbaiyán. Con la llegada del partido al poder en 1992, Panakh Hüseynov fue elegido como Secretario de Estado de la República de Azerbaiyán. A principios de 1993, se convirtió en el Primer Ministro de Azerbaiyán pero fue depuesto en junio de 1993 siguiendo las demandas del general rebelde Surət Hüseynov para destituir a Huseynov y disolver el Gabinete de Ministros.  Fue sustutído por el mismo Surət Hüseynov himself después de Heydar Aliyev llegara al poder en junio de 1993.
En las elecciones de 2005, Huseyn fue elegido por el distrito de Sabirabad. Huseynov fue arrestado por los cargos de desórdenes públicos después de los resultados de la selecciones de 2005 para ser perdonado posteriormente.
También se desempeña como miembro de comisiones sobre temas de seguridad nacional y defensa de la Asamblea Nacional y como miembro de los grupos interparlamentarios en los comités de relaciones exteriores de Azerbaiyán con países como Francia, Irán, Rusia y Turquía.